# CMYK

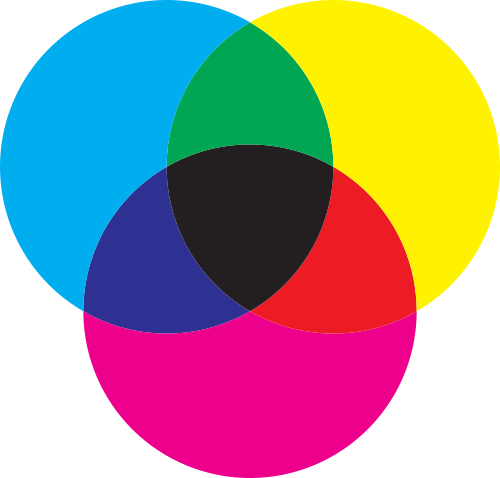
Mistura de Cores Subtrativas

CMYK é a abreviatura do sistema de cores subtrativas formado por Ciano (Cyan), Magenta (Magenta), Amarelo (Yellow) e Preto (Black (Key para não confundir com o B de "Blue" no padrão Hi-Fi com RGB)).
O CMYK funciona devido à absorção de luz, pelo fato de que as colorações que são vistas vêm da parte da luz que não é absorvida. Este sistema é empregado por imprensas, impressoras e fotocopiadoras para reproduzir a maioria das cores do espectro visível, e é conhecido como quadricromia. É o sistema subtrativo de cores, em contraposição ao sistema aditivo, o RGB.
Ciano é a cor oposta ao vermelho, o que significa que atua como um filtro que absorve a dita cor (-R +G +B). Da mesma forma, magenta é a oposta ao verde (+R -G +B) e amarelo é a oposta ao azul (+R +G -B). Assim, magenta mais amarelo produzirá vermelho, magenta mais ciano produzirá azul e ciano mais amarelo produzirá verde.

## Inclusão do preto
O preto pode ser produzido misturando os três pigmentos primários, mas por várias razões, é preciso adicionar tinta preta ao sistema:
- O preto que se cria misturando os três pigmentos primários não é puro, devido às impurezas encontradas neles;
- Empregar 100% das tintas ciano, magenta e amarelo produz uma camada que, dependendo do tipo de papel, pode não secar ou ainda romper a folha se muito fina;
- Os textos imprimem-se geralmente no preto pois incluem detalhes muito finos que seriam complicados de conseguir mediante a superposição de três tintas;
- A tinta preta é mais barata que a quantidade de tinta necessária para gerar preto combinando as outras três cores.

## CMYK versus RGB
O padrão CMYK é mais usado para impressão, enquanto que monitores e televisões usam o padrão RGB (Vermelho (Red), Verde (Green) e Azul (Blue)), em que são usadas apenas três cores. Como o CMYK que se usa na indústria gráfica é baseado na mistura de tintas sobre o papel e o CMYK usado nos sistemas de computador não passa de uma variação do RGB, nem todas as cores vistas no monitor podem ser conseguidas na impressão, uma vez que o espectro de cores CMYK (gráfico) é significativamente menor que o RGB. Alguns programas gráficos incorporam filtros que tentam mostrar no monitor como a imagem será impressa.
Além do CMYK e do RGB, existem outros padrões de cores, como o Pantone, em que, em lugar de certo número de cores primárias se combinarem para gerar as demais, tem-se um conjunto maior de tintas especiais que, misturadas entre si, produzem na impressão uma gama de cores consistente com o que é visto em um mostruário.

## Meio-tom

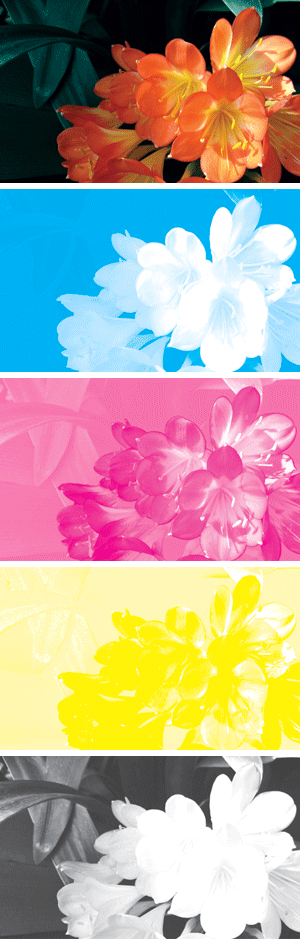
Uma imagem e sua respectiva decomposição em quadricromia

As cores usadas na impressão são semitransparentes, de modo que a sobreposição do ciano e do amarelo, produzam o verde, por exemplo. Entretanto, para a variar a quantidade de tinta transferida para o papel é necessário um recurso denominado meio tom.
Meio tom é a transformação das massas de cores em malhas de minúsculos pontos correspondentes a cada uma das quatro cores. Sem estes pontos, cada cor primária seria apresentada como uma massa densa e uniforme de cor. Com meios-tons é possível variar o tamanho ou a frequência dos pontos, produzindo variações percentuais na aplicação das cores.
O tamanho reduzido dos pontos aplicados no papel e sobrepondo aos pontos das outras cores faz com que o olho humano perceba o conjunto como uma única cor. O conjunto de pontos específico de cada uma das quatro cores é costumeiramente chamado de tela, ou retícula.

### Lineatura
Originalmente, as telas de meio-tom eram produzidas através de linhas paralelas marcadas em duas lâminas de vidro, coladas em ângulo reto. Cada cor então atravessava essas lâminas, produzindo uma imagem em alto contraste de pontos que variavam de tamanho de acordo com a maior ou menor incidência de luz proporcionada pela imagem original. Mais tarde, este processo tornou-se obsoleto com a introdução de filmes de alto contraste sobre os quais a separação era diretamente produzida. Estes filmes, por sua vez, têm sido gradualmente deixados de lado pela recentemente introduzida tecnologia "computer to plate" (CTP), que gera as chapas de impressão diretamente dos arquivos digitais. Com essa tecnologia, ganha-se em custos, em tempo, em fidelidade de reprodução do original, e elimina-se o uso de produtos químicos da revelação dos filmes, tóxicos ao ambiente.
A frequência das linhas é usada como medida da definição da imagem final. Quanto maior a lineatura, ou linhas por polegada (lpi), maior a definição e, portanto, a qualidade visual da imagem. Jornais e papéis de alta absorção de tinta usam costumeiramente uma lineatura entre 60 a 120 lpi, enquanto impressos de maior qualidade, empregam lineatura maiores, entre 125 a 200 lpi ou mais.

### Ganho de ponto
A medida de quanto um ponto de tinta se espalha e aumenta em função das características do papel é denominada ganho de ponto. É uma ocorrência que deve ser levada em consideração durante o preparo das retículas de impressão. O ganho de ponto é maior quanto mais absorvente for o papel.

### Ângulo de tela
| C | 75° | 15° | 105° |
| M | 15° | 45° | 75°  |
| Y | 0°  | 0°  | 90°  |
| K | 45° | 75° | 15°  |

Quando duas telas de pontos são sobrepostas, é possível que ocorra o fenômeno conhecido como moiré, produzindo efeitos visuais indesejáveis na impressão final. Para que isso seja evitado, variações de inclinação são aplicadas às telas de meio-tom, desalinhando os pontos de uma cor em relação aos de outra. Essas inclinações são indicadas em graus conforme a tabela ao lado.

## Limitações
Na reprodução realística de cores, a quadricromia é limitada pela amplitude do espectro cromático do sistema CMYK. Na prática isso quer dizer que determinadas cores visíveis pelo olho humano ou reproduzíveis em outros sistemas, como o RGB, por exemplo, não podem ser obtidas pelo processo de quatro cores. Isso não chega a ser um problema na maioria das aplicações práticas da quadricromia, mas é um obstáculo quando se deseja a reprodução de cores específicas, como tons de céu, de água ou a cor de determinada marca corporativa, por exemplo.
O avanço tecnológico recente tem baixado os custos de impressão, popularizando o uso de mais cores nos processos, a fim de reduzir ou eliminar as limitações da quadricromia na reprodução de determinados tons. Desse modo tem surgido sistemas de impressão com seis ou mais cores, como o Pantone hexachrome, que agrega às quatro cores da quadricromia o verde e o laranja, ampliando o espectro cromático e a fidelidade das cores reproduzidas.